# Comme un diable dans l'eau bénite
Pour plus de détails, voir Fiche technique et Distribution.
Comme un diable dans l'eau bénite (Il diavolo e l'acquasanta) est une comédie à l'italienne sur le football réalisée par Bruno Corbucci et sortie en 1983.

## Notice technique
- Titre français : Comme un diable dans l'eau bénite[1]
- Titre original : Il diavolo e l'acquasanta[2]
- Réalisation : Bruno Corbucci
- Scenario :	Mario Amendola, Bruno Corbucci
- Photographie : Giorgio Di Battista
- Montage : Daniele Alabiso (it)
- Musique : Guido et Maurizio De Angelis
- Costumes : Alessandra Cardini (it)
- Production : Galliano Juso (it)
- Société de production : Cinemaster S.r.l.
- Pays de production :  Italie
- Langue originale : italien
- Format : Couleurs - 1,85:1 - Son mono - 35 mm
- Durée : 93 minutes (1 h 33)
- Genre : Comédie sportive
- Dates de sortie :
  - Italie : 21 septembre 1983
  - France : 29 avril 2021 (Netflix)

## Distribution
- Tomas Milian : Bruno Marangoni
- Savina Geršak : Silvana Marangoni
- Piero Mazzarella : don Gaetano Morelli
- Margherita Fumero : Margherita
- Giacomo Rizzo : Elpidio Esposito
- Andrea Aureli : Gioielliere Bernocchi
- Franco Bracardi : Le propriétaire du restaurant
- Enzo Andronico : Brigadier Andronico
- Alfredo Rizzo : Le maire
- Luca Sportelli : Ilario Fiore
- Aldo Ralli (sous le nom de « Aldo Matarazzi Ralli ») : L'entraîneur
- Dino Cassio (sous le nom de « Leonardo Cassio ») : Santagata, le carabinier
- Annabella Schiavone : Elena, la femme du maire
- Leo Gavero : L'évêque
- Danila Trebbi : Danila
- Mario Donatone : Le commissaire
- Jimmy il Fenomeno : Un participant à la fête
- Diego Cappuccio : Le vendeur dans la bijouterie
- Adriana Giuffrè